# Dorsa Andrusov
I Dorsa Andrusov sono un sistema di creste lunari intitolato al geologo, stratigrafo e paleontologo russo Nikolaj Ivanovič Andrusov nel 1976. Si trova nel Mare Fecunditatis e ha un diametro di circa 160 km.